# 饭间浩明
饭间浩明（日语假名：いいま ひろあき，1967年10月21日—）是日本的日语学者和词典编辑者。《三省堂国语辞典》编委 。

## 经历
出生于香川县高松市 。
早稻田大学第一文学部毕业后，在早稻田大学大学院文学研究科博士课程修满学分。专业是日本语学 。
毕业后在三省堂兼职从事词典编纂工作。自第6版起担任《三省堂国语辞典》编委。同时是早稻田大学和成城大学兼职讲师。

## 著作
- 《三省堂国语辞典》编辑委员

### 论文
- CiNii> 饭间弘明 （页面存档备份，存于）